# Francia en los Juegos Paralímpicos de Lillehammer 1994
Francia estuvo representada en los Juegos Paralímpicos de Lillehammer 1994 por un total de 26 deportistas, 23 hombres y tres mujeres.

## Medallistas
El equipo paralímpico francés obtuvo las siguientes medallas:
| Nombre             | Deporte        | Evento                              |
| ------------------ | -------------- | ----------------------------------- |
| Oro                |                |                                     |
| Didier Riedlinger  | Biatlón        | 7,5 km LW10 masculino               |
| Omar Bouyoucef     | Biatlón        | 7,5 km LW11 masculino               |
| Stéphane Saas      | Esquí alpino   | Eslalon B1-2 masculino              |
| Stéphane Saas      | Esquí alpino   | Eslalon gigante B1-2 masculino      |
| Stéphane Saas      | Esquí alpino   | Supergigante B2 masculino           |
| Bernard Baudéan    | Esquí alpino   | Descenso LW1/3 masculino            |
| Bernard Baudéan    | Esquí alpino   | Eslalon gigante LW1/3 masculino     |
| Tristan Mouric     | Esquí alpino   | Descenso LW9 masculino              |
| Tristan Mouric     | Esquí alpino   | Supergigante LW9 masculino          |
| Ludovic Rey-Robert | Esquí alpino   | Descenso LWXII masculino            |
| Ludovic Rey-Robert | Esquí alpino   | Eslalon LWXII masculino             |
| Didier Riedlinger  | Esquí de fondo | 5 km silla de esquí LW10 masculino  |
| Didier Riedlinger  | Esquí de fondo | 10 km silla de esquí LW10 masculino |
| Didier Riedlinger  | Esquí de fondo | 15 km silla de esquí LW10 masculino |
| Plata              |                |                                     |
| André Favre        | Biatlón        | 7,5 km LW4 masculino                |
| Tristan Mouric     | Esquí alpino   | Eslalon LW9 masculino               |
| Tristan Mouric     | Esquí alpino   | Eslalon gigante LW9 masculino       |
| Stéphane Saas      | Esquí alpino   | Descenso B1-2 masculino             |
| Bernard Baudéan    | Esquí alpino   | Supergigante LW1/3 masculino        |
| André Favre        | Esquí de fondo | 10 km LW4 masculino                 |
| Bronce             |                |                                     |
| Stéphanie Riche    | Esquí alpino   | Eslalon gigante LWX-XII femenino    |
| Stéphanie Riche    | Esquí alpino   | Supergigante LWX-XII femenino       |
| Jean-Luc Jiguet    | Esquí alpino   | Descenso LW5/7 masculino            |
| Jean-Luc Jiguet    | Esquí alpino   | Eslalon gigante LW5/7 masculino     |
| Jean-Luc Jiguet    | Esquí alpino   | Supergigante LW5/7 masculino        |
| Lionel Brun        | Esquí alpino   | Descenso LW6/8 masculino            |
| Lionel Brun        | Esquí alpino   | Supergigante LW6/8 masculino        |
| Alain Marguerettaz | Esquí alpino   | Eslalon gigante LWXII masculino     |
| Jean-Yves Arvier   | Esquí de fondo | 10 km LW6/8 masculino               |
| Hervé Le Moing     | Esquí de fondo | 10 km B2 masculino                  |
| Jean-Yves Arvier   | Esquí de fondo | 20 km LW6/8 masculino               |